# Urządzenie wylotowe

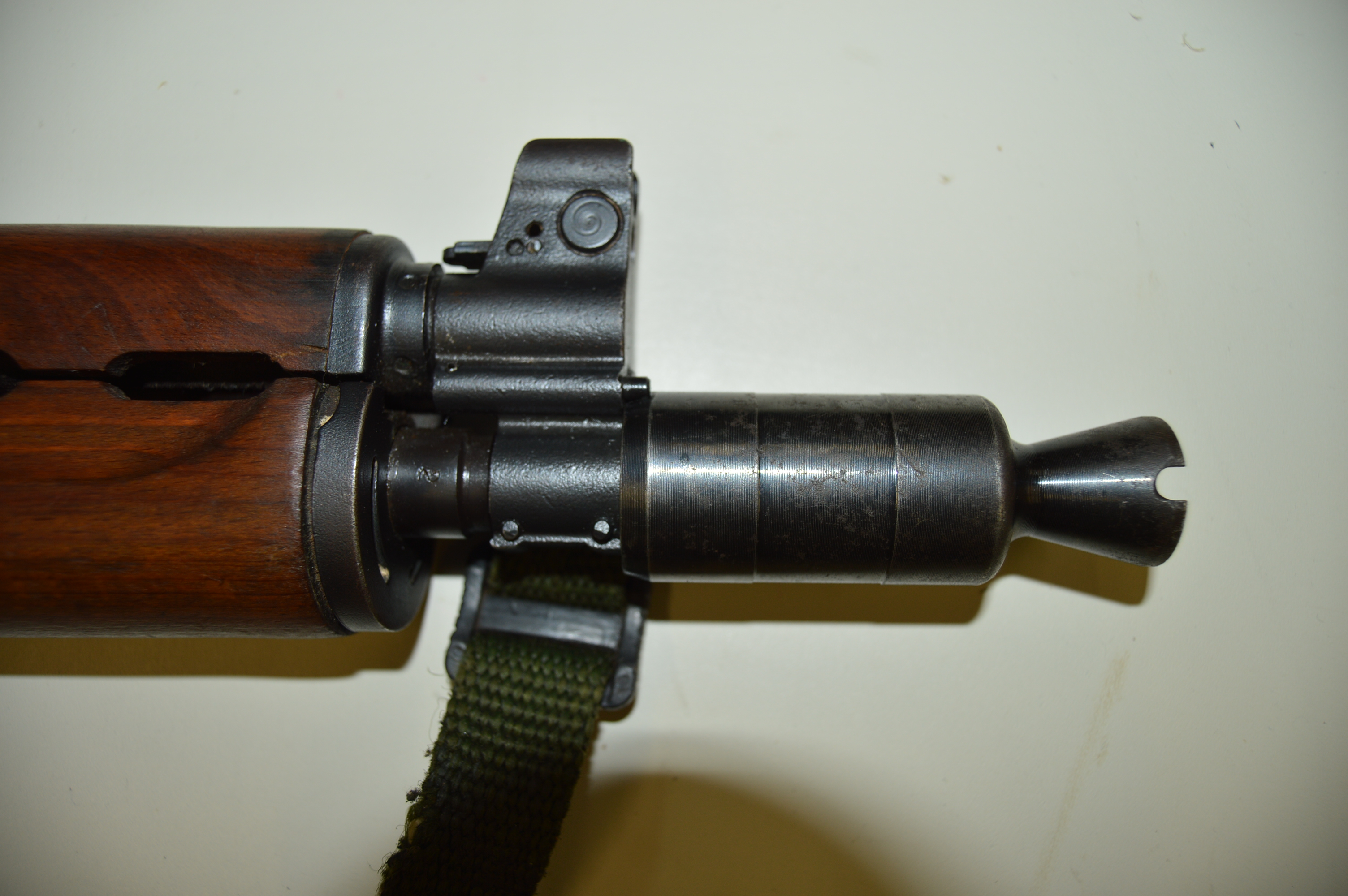
Urządzenie wylotowe subkarabinka AKS-74U

Urządzenie wylotowe – zamocowane na wylocie lufy pomocnicze urządzenie, które zmieniając charakter wypływu gazów prochowych z lufy po wystrzale, wpływa na właściwości eksploatacyjne broni. Jest to urządzenie pomocnicze, dlatego najczęściej ma prostą konstrukcję i małą masę.
Rodzaje urządzeń wylotowych:
- Tłumiki płomieni - służą do ograniczania powylotowego błysku wystrzału. Dzielą się na :
  - stożkowe (klasyczne)
  - szczelinowe
- Hamulce wylotowe - zmniejszają odrzut broni. Dzielą się na :
  - akcyjne
  - reakcyjne
  - akcyjno-reakcyjne
- Odrzutniki - zwiększają odrzut broni. Stosowane są w broniach, których automatyka opiera się na odrzucie lufy.
- Osłabiacze podrzutu - zmniejszają podrzut broni
- Tłumiki dźwięku - (właściwie tłumiki dźwięku i płomieni) poprzez spowolnienie wypływu gazów z lufy ograniczają efekt akustyczny wystrzału, efektem ubocznym tłumienia dźwięku jest wyeliminowanie płomienia wylotowego.
- Urządzenia wielofunkcyjne - spełniające rolę kilku urządzeń wylotowych (np. tłumią płomień wylotowy i zmniejszają odrzut)